# Uppåkra kyrka
Uppåkra kyrka är en kyrkobyggnad i Uppåkra. Den är församlingskyrka i Uppåkra församling i Lunds stift.

## Kyrkobyggnaden
Uppåkra kyrka ligger på ungefär samma plats som den tidigare medeltida kyrkan låg. Vid utgrävningar i koret i slutet av 1990-talet påträffades under de medeltida grundstenarna en kristen grav från sen vikingatid, vilket tyder på att det funnits en träkyrka med tillhörande kyrkogård redan innan den medeltida kyrkan uppfördes. Två meter under kyrkgolvet finns lämningar efter bebyggelse från romersk järnålder. Kyrkplatsen är därför med största sannolikhet knuten till den förhistoriska bebyggelsen mellan Stora och Lilla Uppåkra. Ett fynd vid prästgården av en så kallad enkolpion från 1000-talet, en relikgömma i form av ett krucifix, kan möjligen knytas till den gamla träkyrkan.
I en avhandling från 1700-talet sägs det att det funnits en ättehög på kyrkogården, och bredvid kyrkogårdsmuren ännu en. Detta är ovanligt, och det antas därför att den äldre träkyrkan antingen kan knytas till den som gravlagts i den nu försvunna ättehögen eller att ättehögen haft en viktig mytisk betydelse, som senare assimilerats med en kristen miljö. Den nuvarande kyrkogården är kvadratisk, men den gamla skall ha varit rund, vilket kan ha berott på att ättehögen ingick i kyrkomiljön.
Man vet inte hur träkyrkan såg ut och inte heller riktigt hur den medeltida stenkyrkan såg ut, men på grundval av professor Carl Georg Brunius teckningar kan man göra sig en ungefärlig bild av medeltidskyrkan. Med utgångspunkt i Brunius teckningar kan man sluta sig till att den äldre kyrkans absid, kor och långhus uppfördes på 1100-talet. Den medeltida kyrkan skall ha haft ett torn och ett vapenhus, som uppfördes under sen medeltid. Tornet rasade samman i en storm 1728. År 1741 var kyrkan reparerad, och den fick då trappgaveltorn, som är vanliga i Skåne. Den medeltida kyrkan kan ha byggts som en gårdskyrka till en storgård. En del stenar, som ingått i den gamla medeltidskyrkan, kan i dag spåras i den nuvarande kyrkogårdsmuren, bland annat fyrkantiga kvaderstenar. Under senare år har dräneringsarbete gjort att man kunnat dokumentera den äldre kyrkans grundmurar och kyrkan har legat i den sydöstra delen av den nya kyrkobyggnaden.
I mitten av 1800-talet fördes en debatt huruvida man skulle uppföra en ny kyrka och i grannförsamlingen Flackarp fördes liknande diskussioner. Biskop Johan Henrik Thomander försökte få de båda församlingarna att slå sig ihop för att bygga en gemensam kyrka i Uppåkra. Flackarp protesterade, men 1861 beslutade Länsstyrelsen och Biskopsämbetet att den gemensamma kyrkan i Uppåkra skulle byggas. Både Flackarps kyrka och Uppåkra gamla kyrka revs. Arkitekt för den nya kyrkan blev William Klein från Malmö. Byggmästare var A Österberg, också han från Malmö, och priset uppgick till 50 750 riksdaler. 
Kyrkan invigdes på Alla helgons dag 1864. 1932 restaurerades kyrkan.
Den nya kyrkan byggdes av gult Lommategel. Både långhus och torn var klätt med takskiffer, men har på grund av stormar ersatts av kopparplåt. Uppåkra kyrkas interiör var inledningsvis målad med kvaderstensmönster med gröna och röda schablonslingor i strålbågarna. 1932 målades dessa över och kyrkan är i dag vitkalkad.

## Inventarier

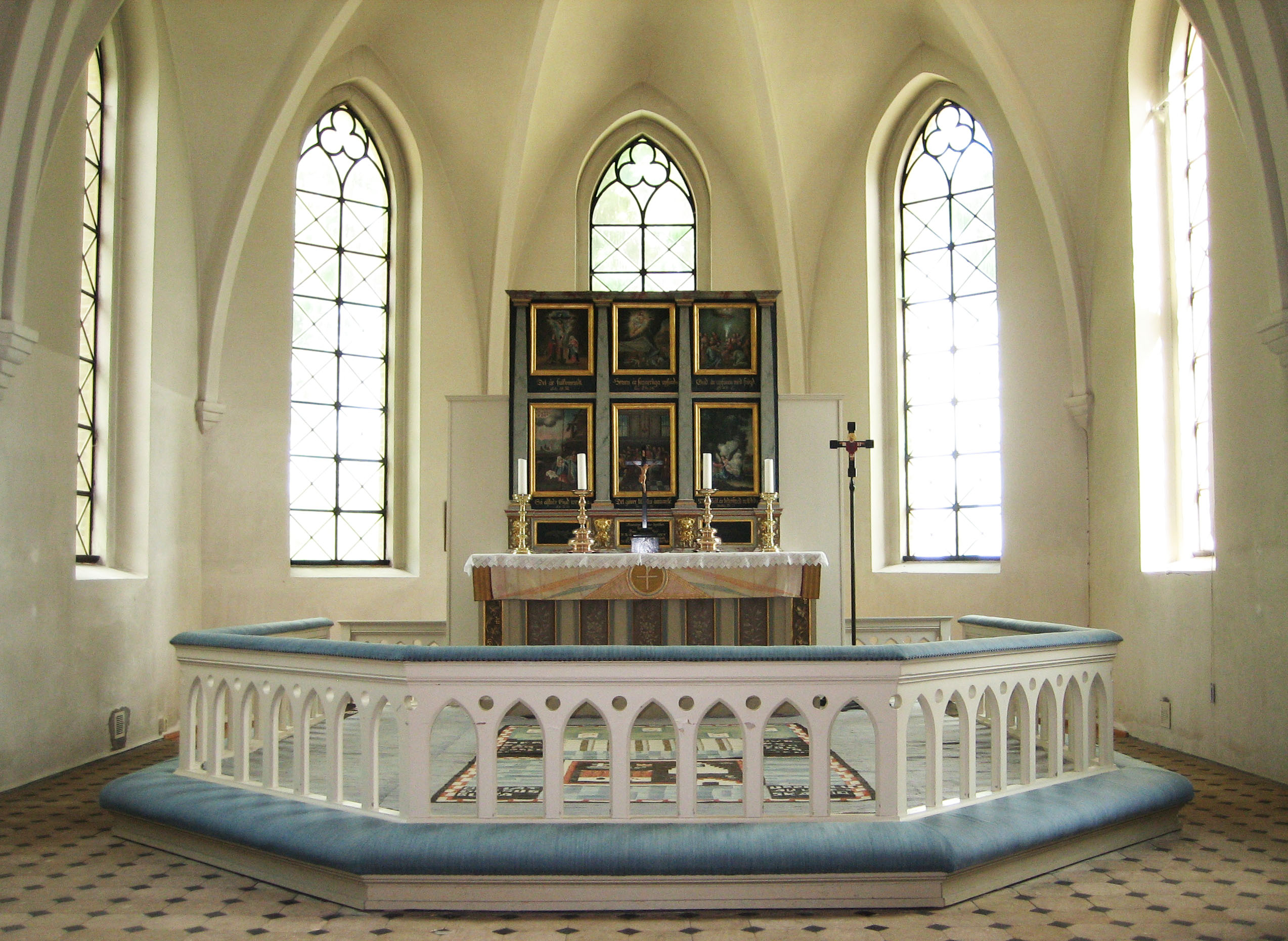
Altaret med altaruppsatsen från medeltiden

Uppåkra kyrka har bevarat nattvardstyg från 1654, som dock blev stulet 1828. Tyget återfanns i Köpenhamn, och används fortfarande. En ekkista från 1691 finns också bevarad, liksom ett rökelsekar. Ursprungligen pryddes altaret av ett stort träkors, som 1882 ersattes av en kristusbild i glödritningsteknik av E Fjeldskov. Sedan 1932 använder man emellertid altaruppsatsen från Uppåkra gamla kyrka, som bevarades på kyrkvinden. Altaret pryds av fyra ljusstakar i mässing, två från 1600-talet och två från 1800-talet. 
Kyrkan har två dopfuntar sedan 1939, en vid den norra väggen från Flackarps kyrka och en vid den södra från Uppåkra. Dopfunten från Flackarps kyrka är signerad HACHI av stenmästaren. Båda dopfuntarna har dopfat från tidigt 1700-tal.
En kyrkklocka flyttades också från Flackarp, men den återfördes till dess ödekyrkogård 1953 då en klockstapel stod klar på Flackarps kyrkogård. Nu har Uppåkra kyrka tre klockor, varav två är medeltida och en är inköpt 1953.
Predikstolen, med sex panåer av de fyra evangelisterna samt Paulus och Petrus i glödritningsteknik, är placerad ovanför dopaltaret. Dopaltaret pryds av två ljusstakar i sterlingsilver gjorda av Wiwen Nilsson 1964. Dessa skänktes till kyrkan av kyrkvärden Albin Andersson som också skänkte en silvervas av samma tillverkare. 1962 skänkte Betty och Alfred Nilsson i Hjärup ytterligare två silvervasar av Wiwen Nilsson.
Kyrkan har tre mässingsljuskronor från 1800-tal i långskeppet. I sidoskeppet finns sex järnljuskronor med bronsering från sekelskiftet 1900.  
Altarbrunet är av broderat siden i guld; färger tillkom år 1900. 
Redan när den nya kyrkan byggdes försågs den med läktare och orgel.

### Orgel
- 1865 byggde Jöns Lundahl & Knud Olsen en orgel med 18 stämmor.
- Den nuvarande orgeln byggdes 1968 av A. Mårtenssons Orgelfabrik AB, Lund och är mekanisk.
- 2020 skedde en tillbyggnad som utfördes av orgelbyggaren Anders Sällström.

| Huvudverk I     | Svällverk II   | Pedal        | Koppel |
| Rörflöjt 8´     | Gedackt 8'     | Subbas 16´   | I/P    |
| Gedacktkvint 6' | Spetsgamba 8'  | Oktavbas 8'  | II/P   |
| Principal 4'    | Koppelflöjt 4' | Nachthorn 4' | II/I   |
| Gedacktflöjt 4' | Principal 2'   |              |        |
| Waldflöjt 2'    | Kvinta 1 1/3'  |              |        |
| Mixtur 4 chor   | Tremulant      |              |        |

## Galleri

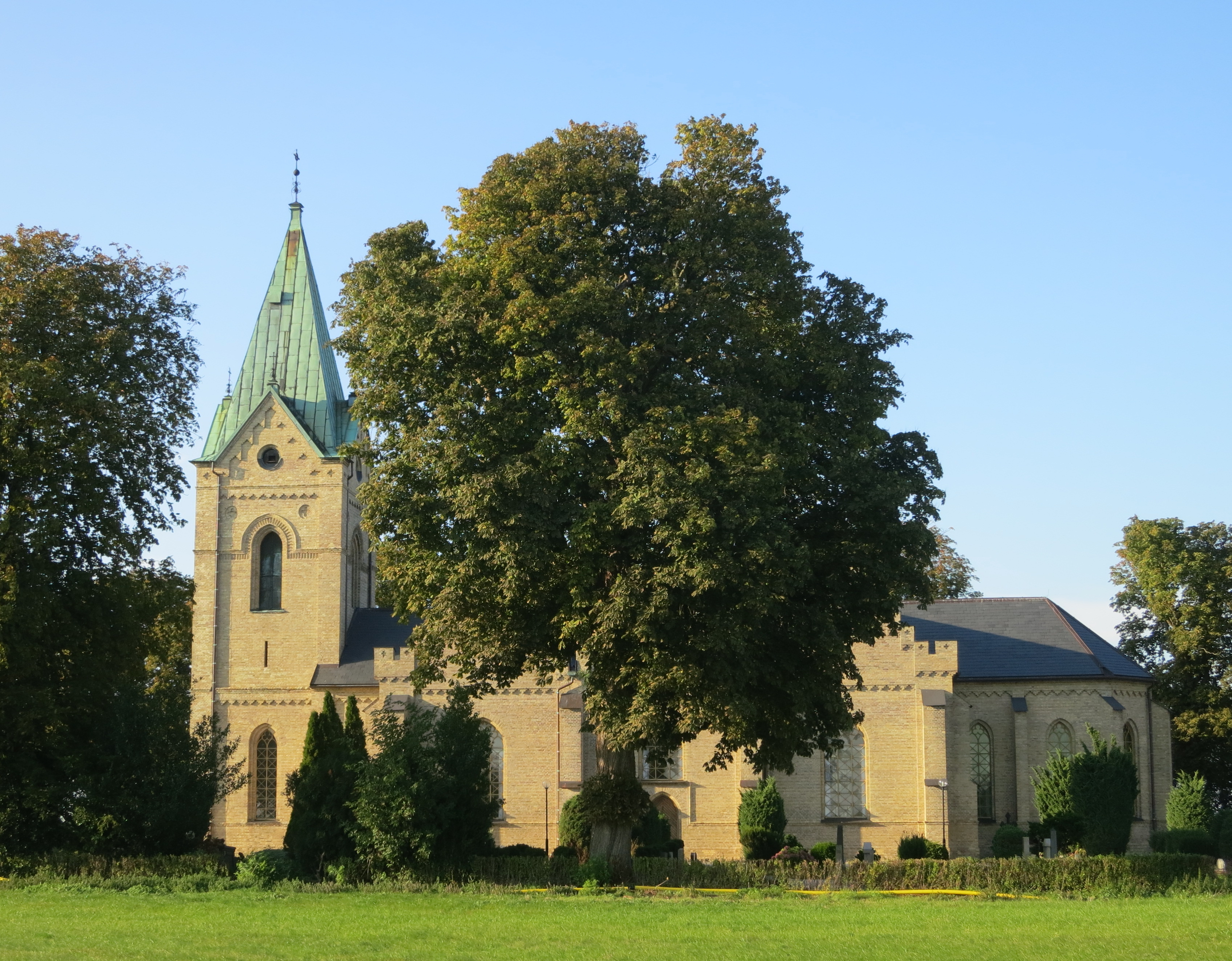
Kyrkobyggnaden fån söder
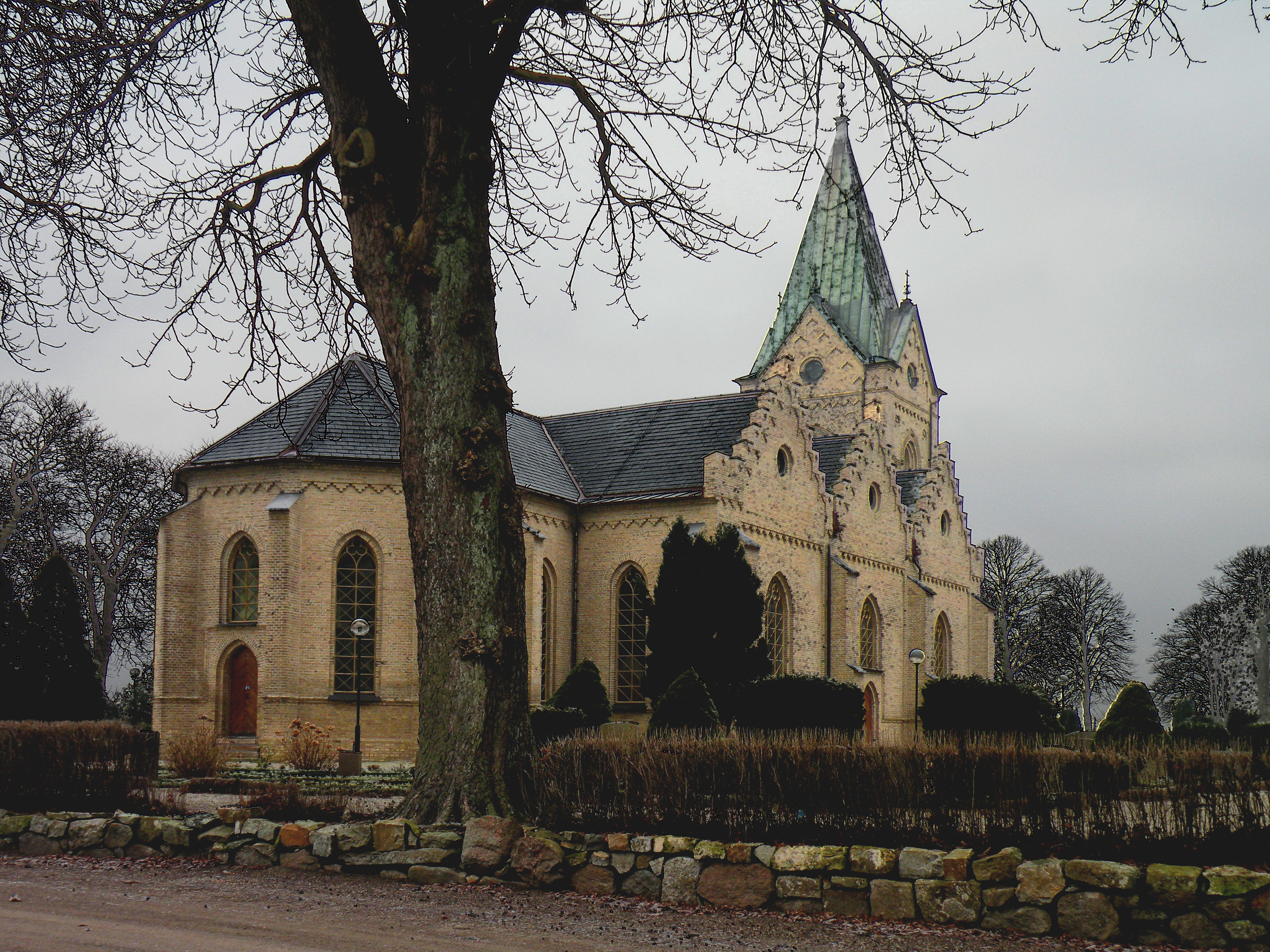
Kyrkan från nordöst
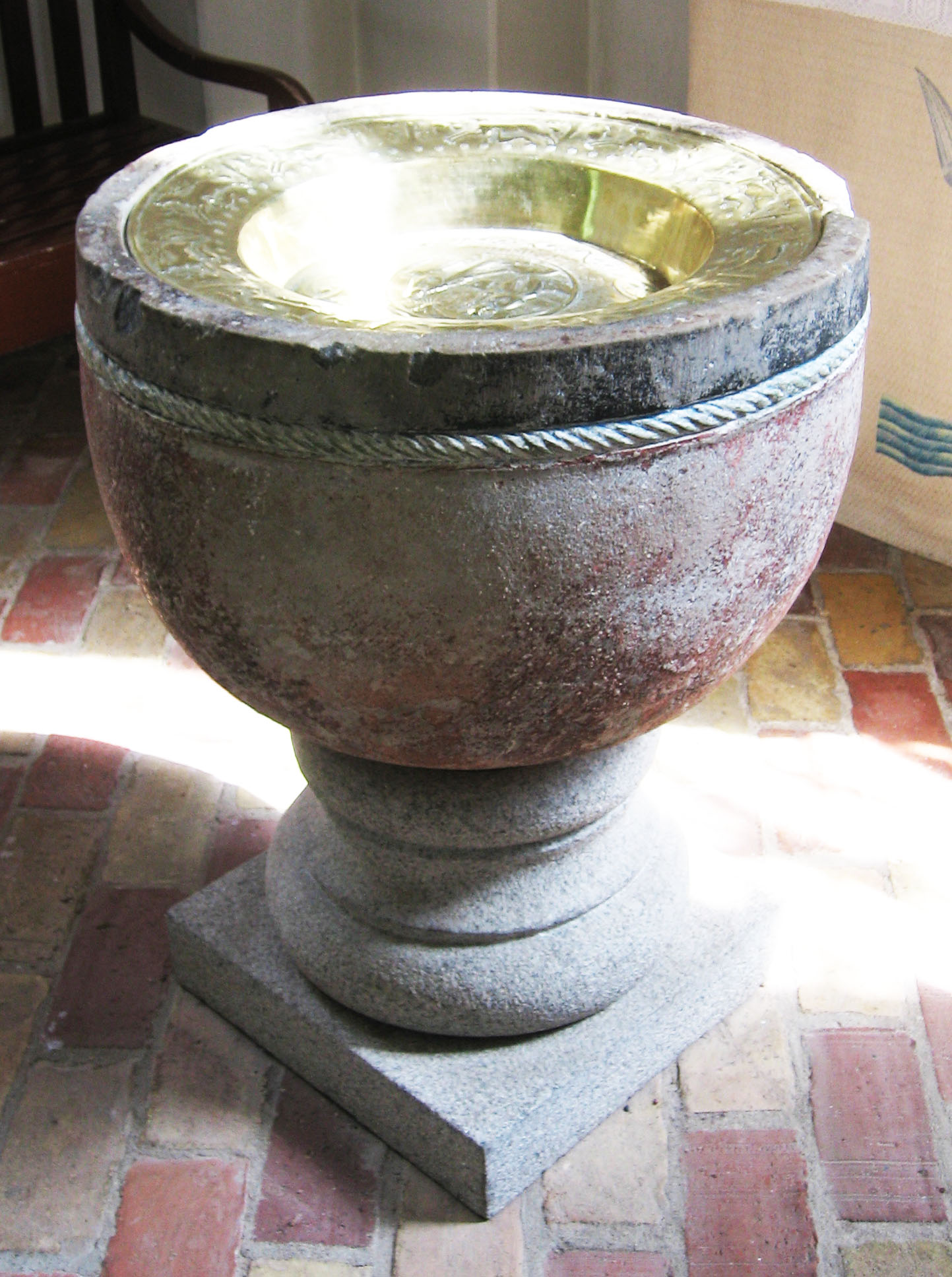
Uppåkra kyrkas medeltida dopfunt
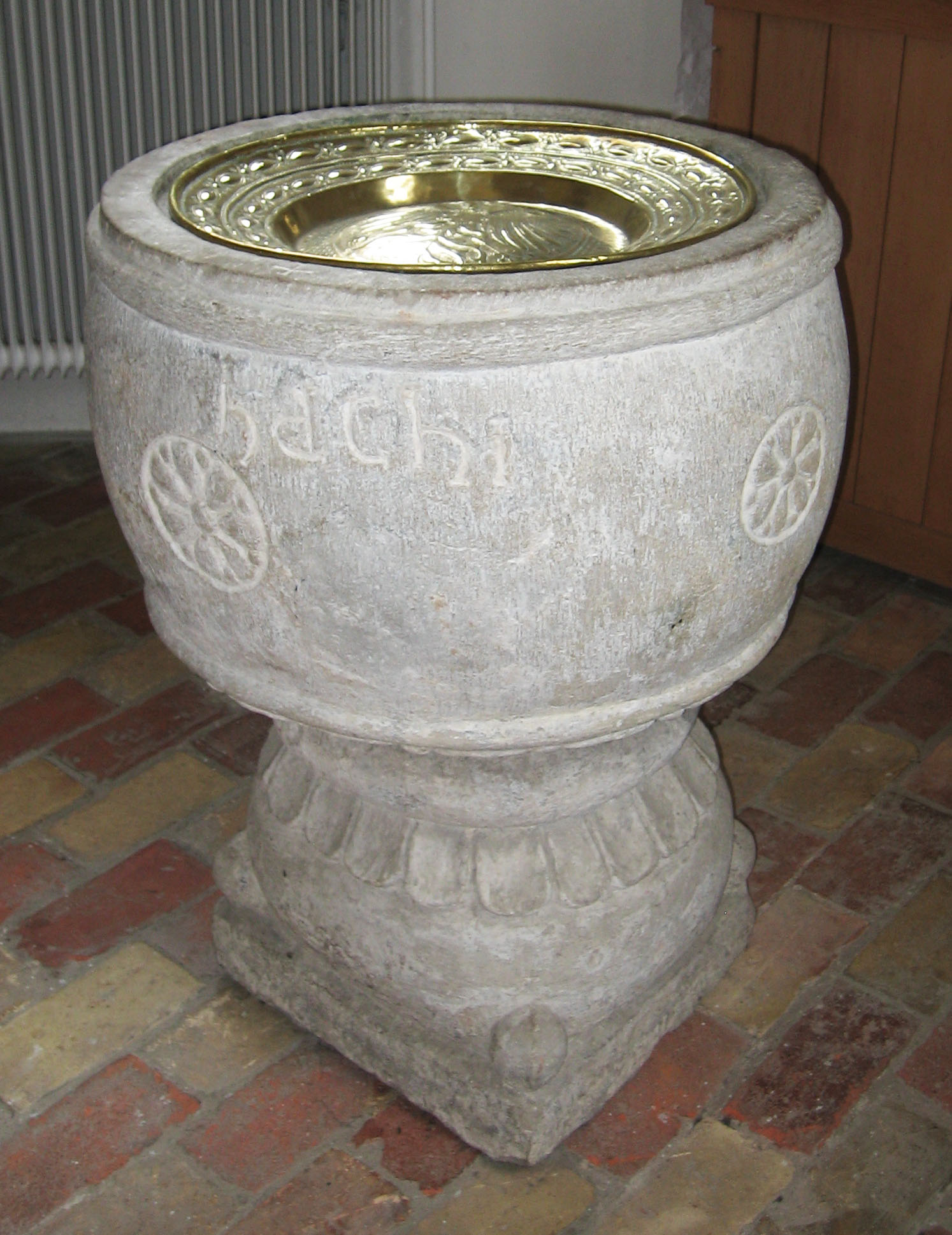
Flackarps kyrkas dopfunt
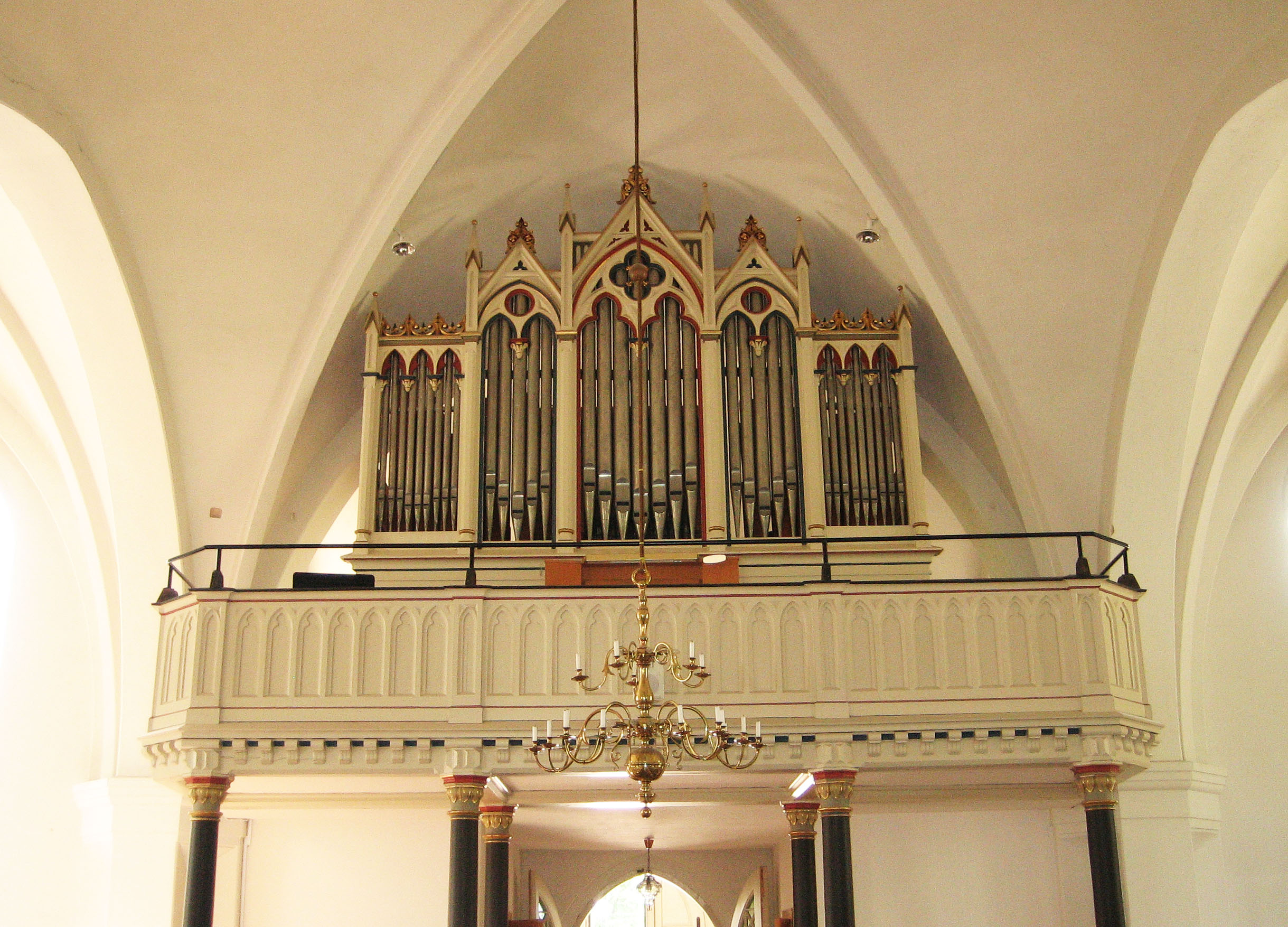
Orgeln
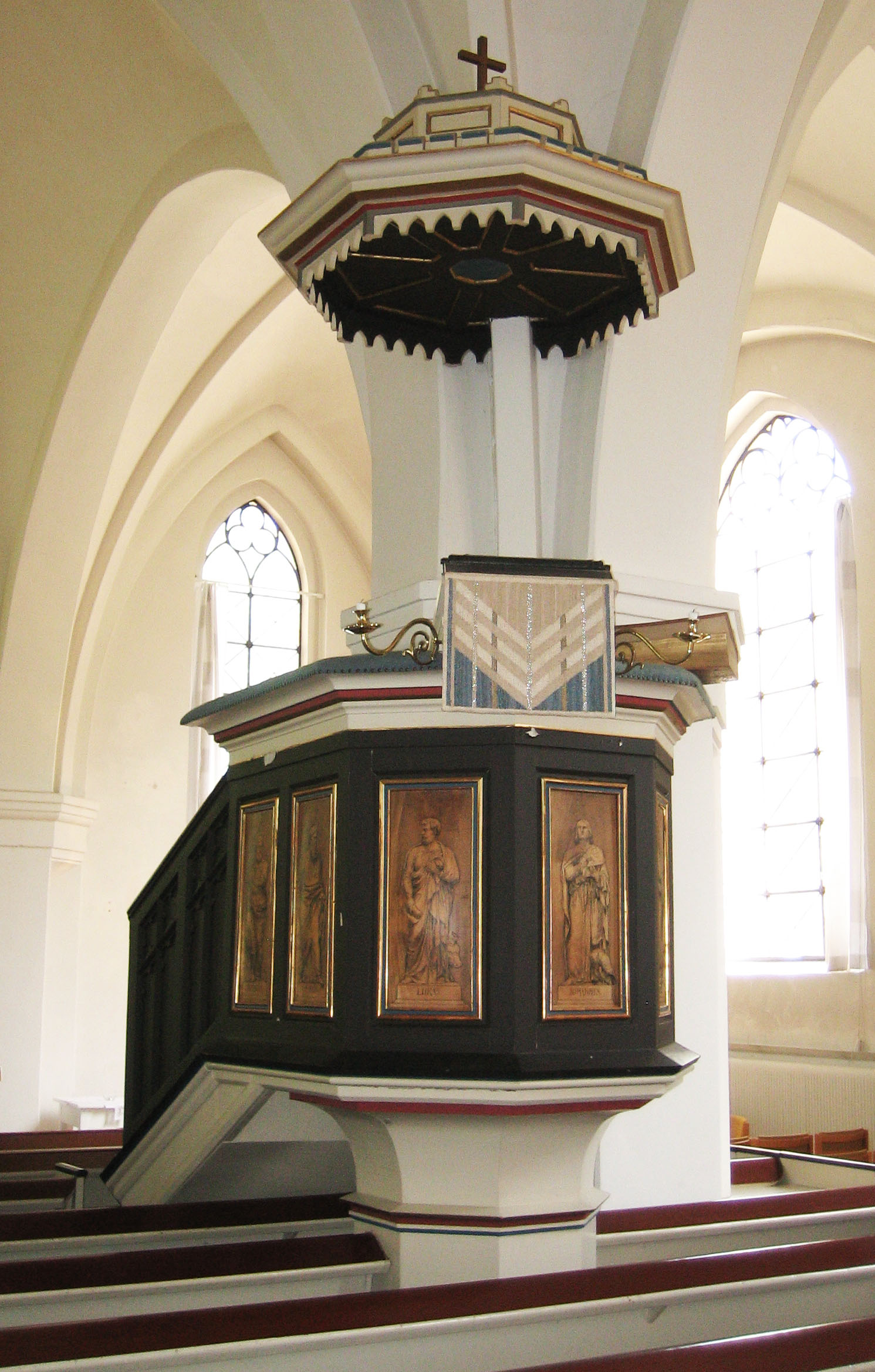
Predikstolen
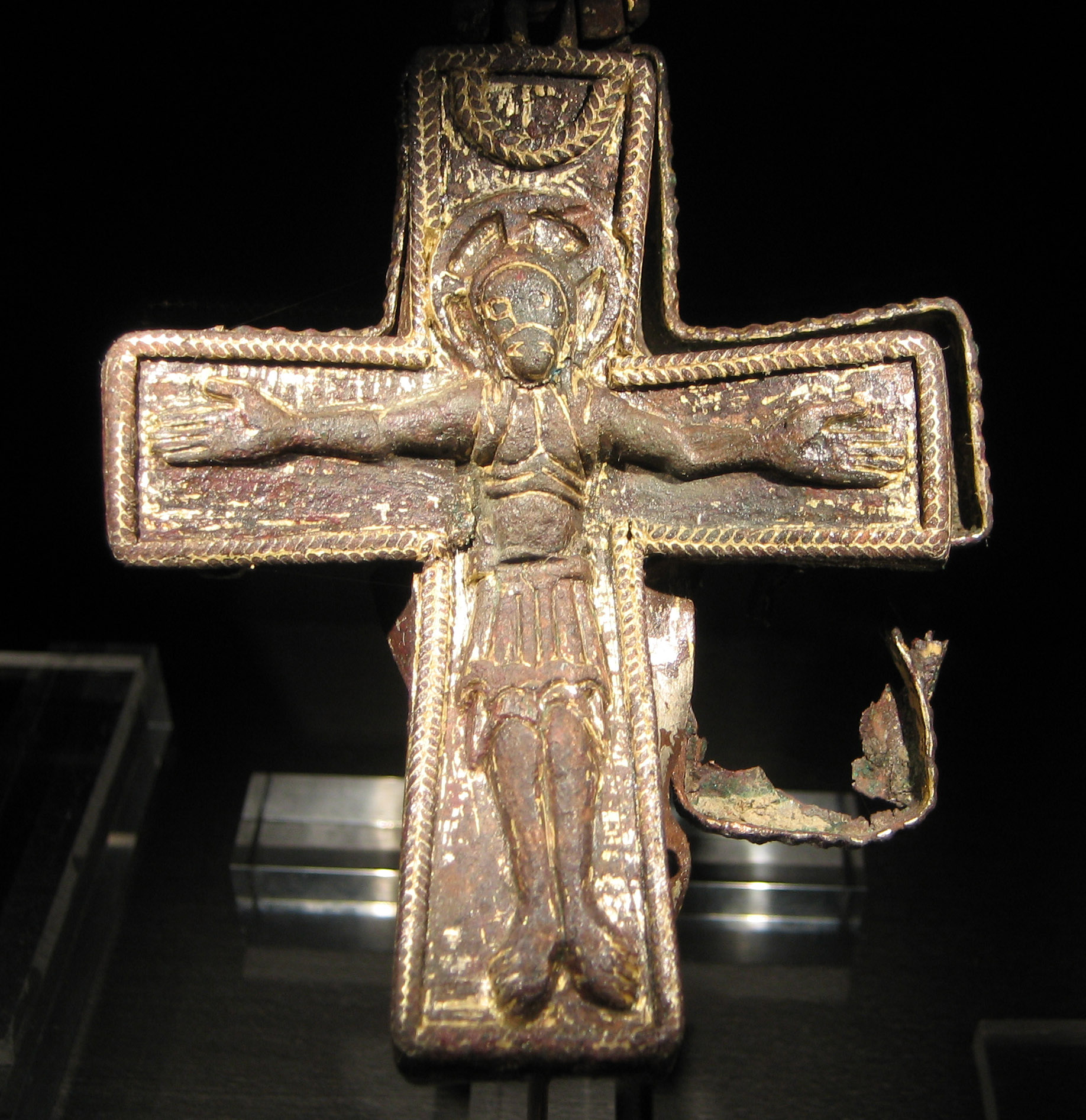
Det enkolpion, ett relikskrin i form av ett krucifix, från 1000-talet som hittades i vid Uppåkra prästgård
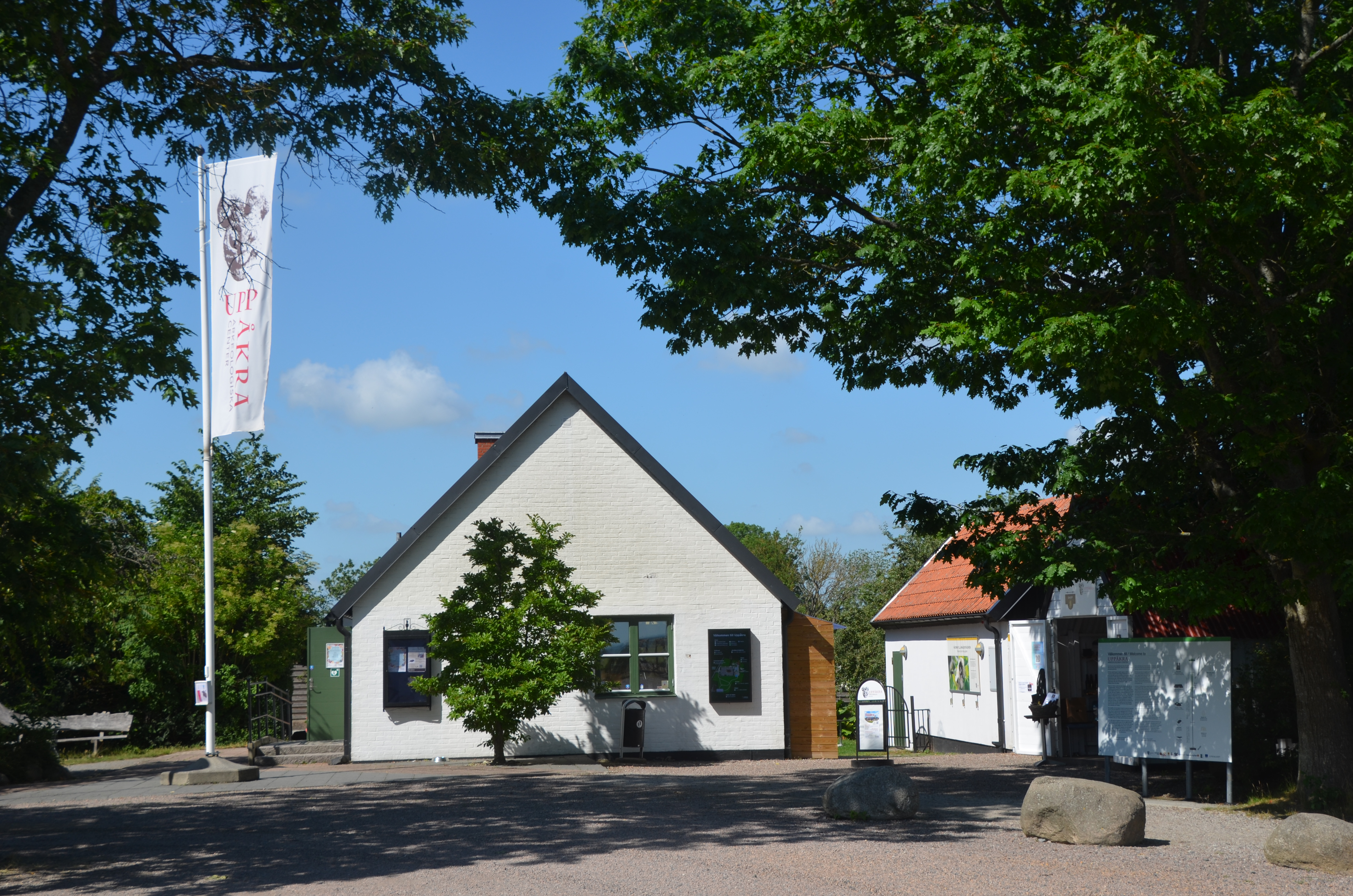
Uppåkra Arkeologiska Center